# 矢嶋聰
矢嶋 聰（やじま あきら、1937年2月8日 - ）は、日本の医学者。専門は産科学・婦人科学。

## 略歴
長野県出身。1955年長野県諏訪清陵高等学校卒業。1962年東北大学医学部卒業。1967年同大学大学院医学研究科修了。同大学医学部産婦人科研究生。1970年同大学医学部助手。1974年シカゴ大学産婦人科・細胞病理学研究室留学。1978年東北大学医学部病理学第二講座で笹野伸昭に師事。同大学医学部講師。1980年東北労災病院産婦人科部長。同病院産婦人科副科長。東北大学医学部助教授。1982年東北労災病院産婦人科医局長。1985年東北大学医学部教授。東北労災病院産科婦人科科長、分娩部長併任。1994年同病院周産母子センター部長併任。1996東北大学評議員。1997年日本産科婦人科学会会長。1999年東北大学大学院医学研究科教授。2000年退官し同大学名誉教授。NTT東日本東北病院（現・東北医科薬科大学若林病院）院長。

## 受賞歴
- 1984年 日本臨床細胞学会賞受賞
- 1996年 保健文化賞受賞

## 著書

### 監修
- 『NEW BED-SIDE MEMO産婦人科』南山堂 1996年